# Monochelus pusillus
Monochelus pusillus är en skalbaggsart som beskrevs av Christian Rudolph Wilhelm Wiedemann 1823. Monochelus pusillus ingår i släktet Monochelus och familjen Melolonthidae. Inga underarter finns listade i Catalogue of Life.